# Golo Brdo (Medvode)
Golo Brdo is een plaats in Slovenië en maakt deel uit van de gemeente Medvode in de NUTS-3-regio Osrednjeslovenska. De plaats telde 514 inwoners op 1 januari 2020.